# إمارة بلغاريا
إمارة بلغاريا (بالبلغارية: Княжество България، كـْنياژستڤو بـَلگاريا) انشئت نتيجة لمعاهدة برلين عام 1878 كتابع للدولة العثمانية. وبالرغم من انتشار الإِسلام، فقد قامت جمهرة الأرثوذكس بمطالبة الحكومة التركية بتأسيس كنيسة بلغارية وكان ذلك سنة 1870، سنة بداية الغليان الشعبي الذي أدى إلى الاِنفجار وقيام عصيان مسلح عززه تقدم القوات الروسية خلال الحرب التركية الروسية 1877-1878، وانقلب ذلك العصيان إلى ثورة عامة أدت في الأخير إلى بعث الدولة البلغارية من جديد نتيجة للقرارات الصادرة عن مؤتمر برلين سنة 1878، فصارت بلغاريا تحمل اسم الإمارة التابعة للسلطان العثماني رمزياً كما منحت الرومللي الشرقية الاستقلال الذاتي.
سيطرة بلغاريا الفعلية  على إماراتها والمناطق المحيطة بها جعلة خليفة الإمبراطورية البلغارية الثانية. بتاريخ 22 سبتمبر 1908 أصبحت رومانيا خالية تماماً من الحكم العثماني، وأعلن رسمياً الاستقلال ورفع إمارة إلى مملكة بلغاريا. ويشار إلى الدولة البلغارية بعد التحرير على أنها الدولة البلغارية الثالثة.

## مقدمة
فقدت بلغاريا استقلالها عام 1396 في الحروب البلغارية العثمانية بعد سقوط الإمبراطورية البلغارية في إيدي العثمانيين نتيجة للغزو العثماني لمنطقة البلقان. تدمير المؤسسات البلغارية أدى إلى الدولة البلغارية ما يقارب خمسة قرون. بداية الصحوة الوطنية كانت أول خطوة للشعب البلغاري باستعادة استقرار دولته. أدت الحركات الثورية المتعددة ضد الأتراك في القرن التاسع عشر والتي تُوجت بثورة بانتفاضة إبريل عام 1876 والتي أدت إلى الحرب الروسية العثمانية (1877-1878) واستعادة استقرار الدولة البلغارية عام 1878 والتي أصبحت ذات سيادة كاملة من الحكم العثماني عام 1908.

## معاهدة برلين
معاهدة سان ستيفانو في 3 مارس 1878 اقترحت دولة بلغارية والتي تضم مناطق جغرافية كالتالي: Moesia، تراقيا ومقدونيا. وبناء على المعلومة السابقة يحتفل البلغاريون كل عام باليوم الوطني.
خوفاً من ظهور دولة تابعة لروسيا في منطقة البلقان, باقي القوة العظمى مع كل هذة الأمور لم تكن على اتفاق في المعاهدة. كنتيجة، معاهدة برلين 1878. تحت إشراف أوتو فون بسمارك من ألمانيا وبنيامين دزرائيلي من المملكة المتحدة تم تنقيح المعاهدة السابقة, وتقليص الدولة البلغارية المقترحة.
تم إنشاء إمارة مستقلة في بلغاريا، ما بين نهر الدانوب وجبال البلقان, ومقرها في العاصمة البلغارية القديمة فيليكو ترنوفو, وبما في ذلك صوفيا. كان من المقرر أن تكون تحت الحكم العثماني، ولكن تم حكمها من قبل أمير أنتخب من قبل وجهاء بلغار وتم الموافقة عليه من قبل القوى. أصروا على أن لا يكون الأمير من روسيا، لكن في تسوية الأمير ألكسندر الأول باتنبرغ Alexander of Battenberg حفيد القيصر ألكسندر الثاني. تم اختياره. أنشئت ولاية عثمانية تحت اسم الروملي الشرقية جنوب جبال البلقان، وتم إرجاع مقدونيا تحت سيادة السلطان.

## الوحدة مع الروملي الشرقية

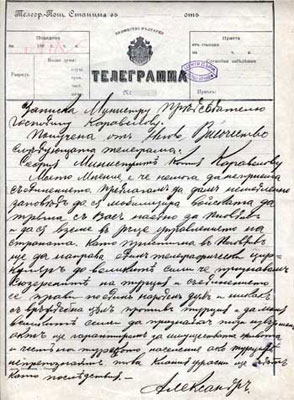
برقية من الحكومة المؤقتة في بلوفديف إلى "Alexander of Battenberg" إعلان توحيد بلغاريا

اعتمد البلغار دستور تارنوفو (Търновска конституция). وسرعان ما انتقلت السلطة إلى الحزب الليبرالي بزعامة ستيفان ستامبولوف. مع أن الأمير اليكساندروا كان من أصحاب التوجهات المحافظة وعارض في البداية سياسات ستيفان ستامبولوف، ولكن بحلول عام 1885 أصبح متعاطفاً مع بلده الجديد وتغير رأيه ومساندة الليبراليين.
أيد الاتحاد ما بين إمارة بلغاريا مع الروملي الشرقية. والذي أدى إلى انقلاب في بلوفديف في أيلول 1885. ولم تتدخل الدول العظمى بسبب الصراعات فيما بينها على القوة والسلطة. بعدها بوقت قصير. أعلنت صربيا الحرب على بلغاريا أملاً في الاستيلاء على الأراضي في حين انشغال وتشتت البلغار. هزم البلغار الصرب في معركة سيلفنيستا وأجبروهم على العودة إلى صربيا.

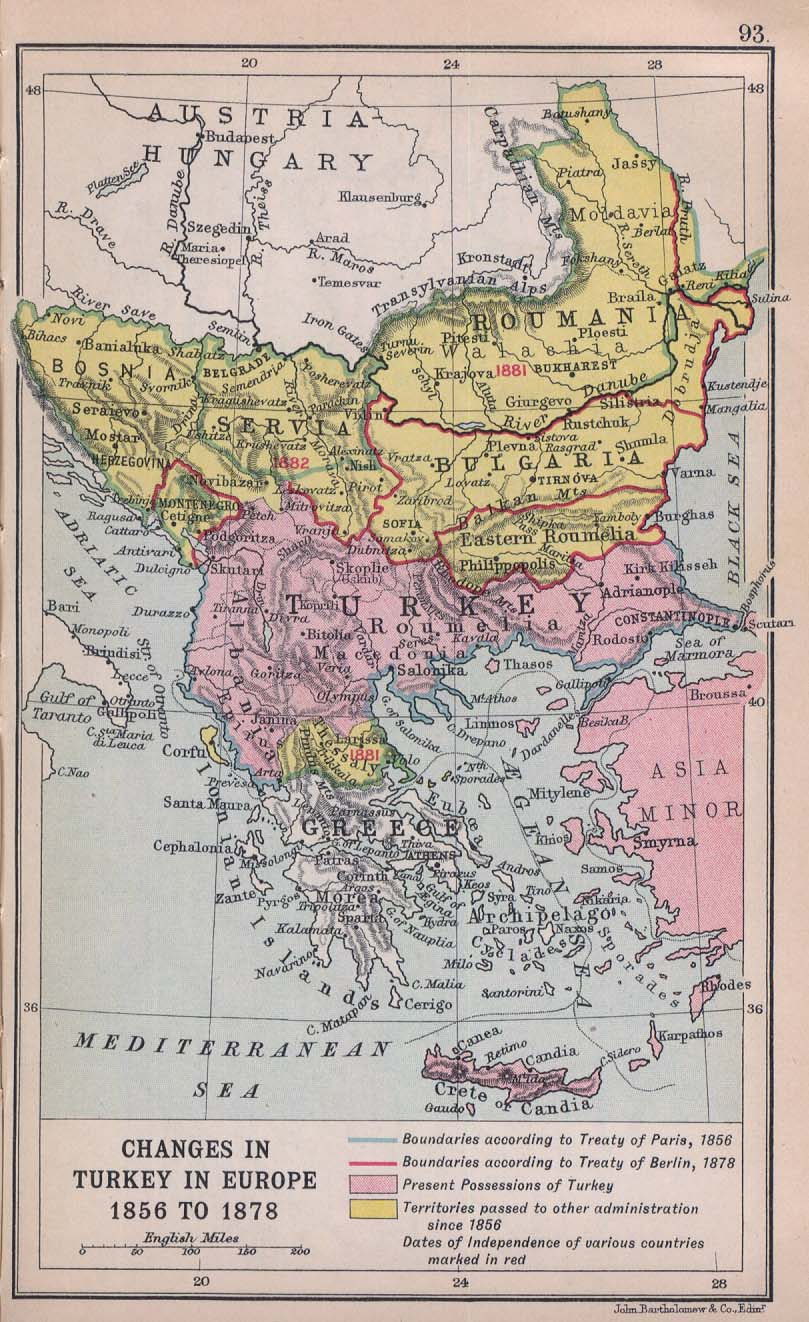
تركيا الأوروبية، التغييرات 1856-1878 من أطلس أدب وتاريخ أوروبا، من برثولماوس، 1912.

هذه الأحداث جعلت من ألكساندر شخصية شعبية في بلغاريا، ولكن روسيا لم تبد أعجابها به بسبب توجهاته الليبرالية. في أغسطس حرضوا على انقلاب, وأجبر ألكساندر على التخلي عن العرش وتم نفيه إلى روسيا. ستيفان ستامبولوف، مع ذلك، تصرف بسرعة واضطر المشاركون في الانقلاب إلى الفرار من البلاد. ستيفان ستامبولوف حاول إعادة ألكساندر، لكن أجبرته المعارضة الروسية على التخلي عن عرشه مره أخرى. في يوليو 1887 اختاروا فرديناند الأول ملك بلغاريا ملكاً جديداً لهم. وكان فرديناند «ارشح نمساوي» والروس رفضوا الاعتراف به. عمل فرديناند الأول ملك بلغاريا في البداية مع ستيفان ستامبولوف، ولكن بحلول 1894 ساءت العلاقات في ما بينهما. ستيفان ستامبولوف استقال وتم اغتياله في يوليو 1895. وبعد ذلك قرر فرديناند الأول ملك بلغاريا استعادة العلاقات مع روسيا وهو ما يعني العودة إلى سياسة المحافظين.

## إعلان المملكة والاستقلال
كانت لا تزال مجتمعات كبيرة من البلغار تحت الحكم العثماني وخاصة في مقدونيا. مما زاد من تعقيد الأمور مطالبة كل من صربيا واليونان بأجزاء من مقدونيا، في حين أن صربيا - بوصفها دولة سلافية - نظرت للمقدونيين (البلغار) على أنهم ينتمون إلى الأمة الصربية. هكذا بدأ صراع بين الأطراف الخمسة للسيطرة على هذه المناطق والذي استمر حتى الحرب العالمية الأولى. نشب تمرد بلغاري في عام 1903 في مقدونيا العثمانية وبدت الحرب مُرجحة. انتهز فيرديناند في عام 1908 الصراع بين القوى العظمى لإعلان بلغاريا مملكة مستقلة بالكامل معلناً نفسه قيصرها في 5 أكتوبر (على الرغم من أنه يحتفل به في 22 سبتمبر لأن بلغاريا ظلت رسمياً على التقويم اليولياني حتى عام 1916) في كنيسة الشهداء القديسين الأربعين في فيليكو تارنوفو.

## الإسلام في بلغاريا
تقدم الإسلام نحو شبه جزيرة البلقان في بداية النصف الثاني من القرن الثامن الهجري، وذلك مع توسعات العثمانيين للبلقان، فاستولى العثمانيون على مدينة بلوفديف في سنة (765هـ - 1363م) ثم استولوا على صوفيا في سنة (765هـ - 1385م) ،وتوالت توسعات الأتراك العثمانيين لبلغاريا، وتم الاستيلاء على جميع أراضيها في سنة (796 هـ - 1393 م) وظل الأتراك يحكمونها أكثر من خمسة قرون، وفي نهاية القرن التاسع عشر الميلادي تدخلت روسيا ضد تركيا، ومنحت بعض المناطق حكماً ذاتياً، وتكونت إمارة بلغاريا عقب معاهدة برلين سنة 1878م، وفي سنة (1362هـ - 1908م) أعلن عن قيام مملكة بلغاريا ،وعقدت معاهدة استانبول سنة 1909م مع الحلفاء على أن تحترم حقوق الأتراك البلغار، وانحازت بلغاريا إلى جانب الألمان في الحرب العالمية الثانية، ثم تحولت إلى الشيوعية بعد أن غزاها الروس، وهاجر العديد من المسلمين من بلغاريا نتيجة إلى ظلم الاضطهاد، وحل محلهم العنصر البلغاري الذي استقدم من البلدان المحيطة بها، وقل عدد المسلمين في بلغاريا، ويوجد في بلغاريا حوالي مليون مسلم، يشكل المسلمون الأتراك 60% ،ثم يليهم المسلمون البلغار 25%، ثم المسلمين الغجر 15%، ثم التتار الذين يشكلون حصة ضئيلة من المسلمين المقدونين، وينتشر المسلمون في المناطق القريبة من الحدود اليوغسلافية والحدود اليونانية والحدود التركية ويتركزون في مناطق دورويس الشرقية وكنرلوا ولودوغوريا وسلانيك، وقد عانى المسلمون في الحقبة الشيوعية من الاضطهاد، شأنهم شأن الديانات الأخرى، فلم يكن لهم الحق في ممارسة شعائرهم الدينية، ومُنعوا من إدخال المصاحف والكتب الدينية، وفي أخر الحقبة الشيوعية أجبروا على تغير أسمائهم الإسلامية [بحاجة لمصدر] وقد تحسنت أوضاع المسلمين بعد انهيار النظام الشيوعي وبالتالي يجب عدم الخلط ما بين الممارسات في الحقبة الشيوعية مع ما تلاها.
تضم الجالية المسلمة في بلغاريا : الأتراك، المسلمون البلغار، البوماك، الغجر - الروما وتتار القرم وغيرهم وتعيش هذه الجاليات بشكل أساسي في شمال شرق بلغاريا وجبال رودوب.

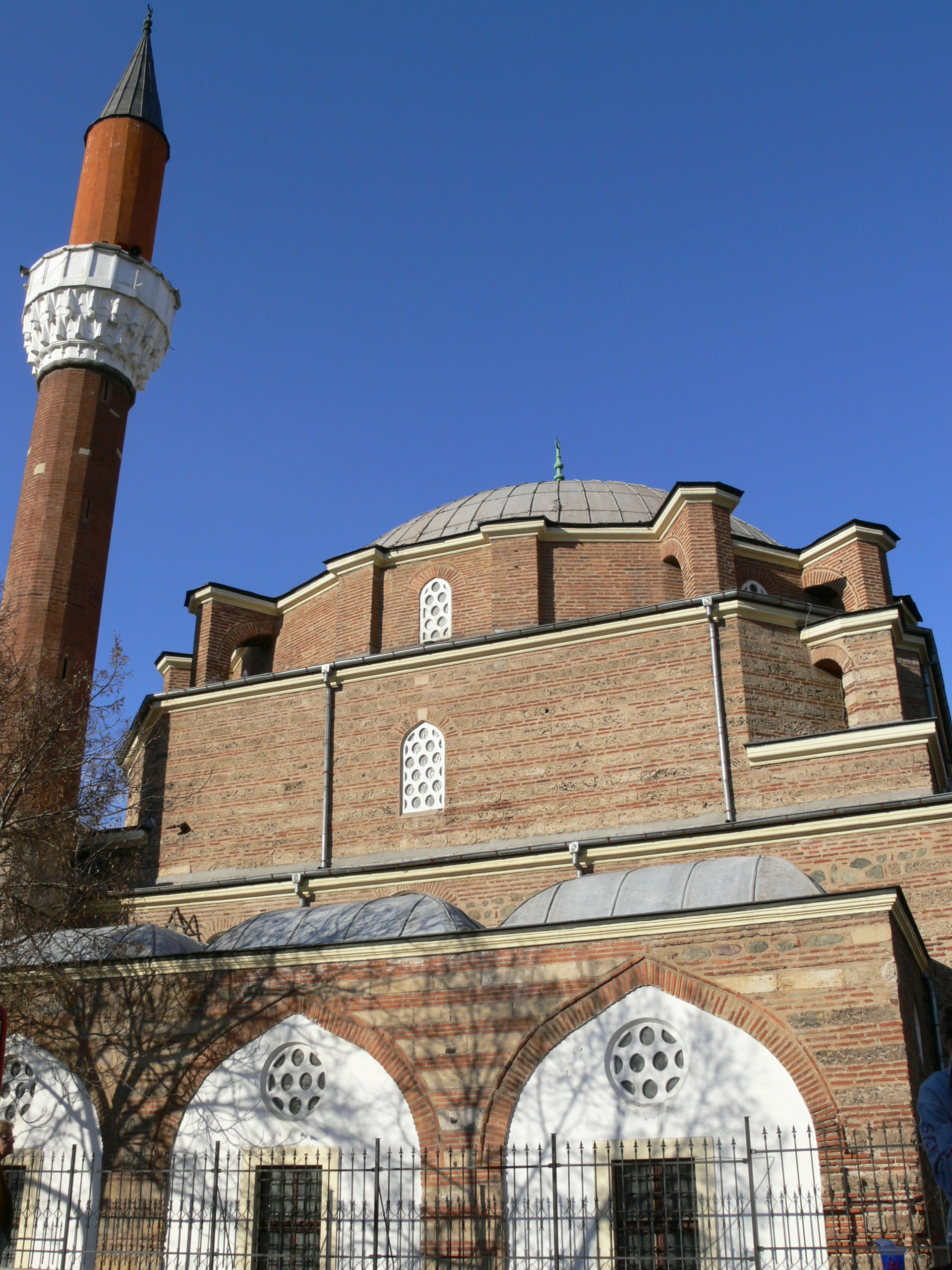
مسجد بنيا باشي، في صوفيا – بناه في العام 1576 المعماري العثماني «سنان» وهو المسجد الوحيد المتبقي في صوفيا شاهداً على سيطرة العثمانيين على العاصمة البلغارية لما يزيد عن 500 عام

## معرض صور

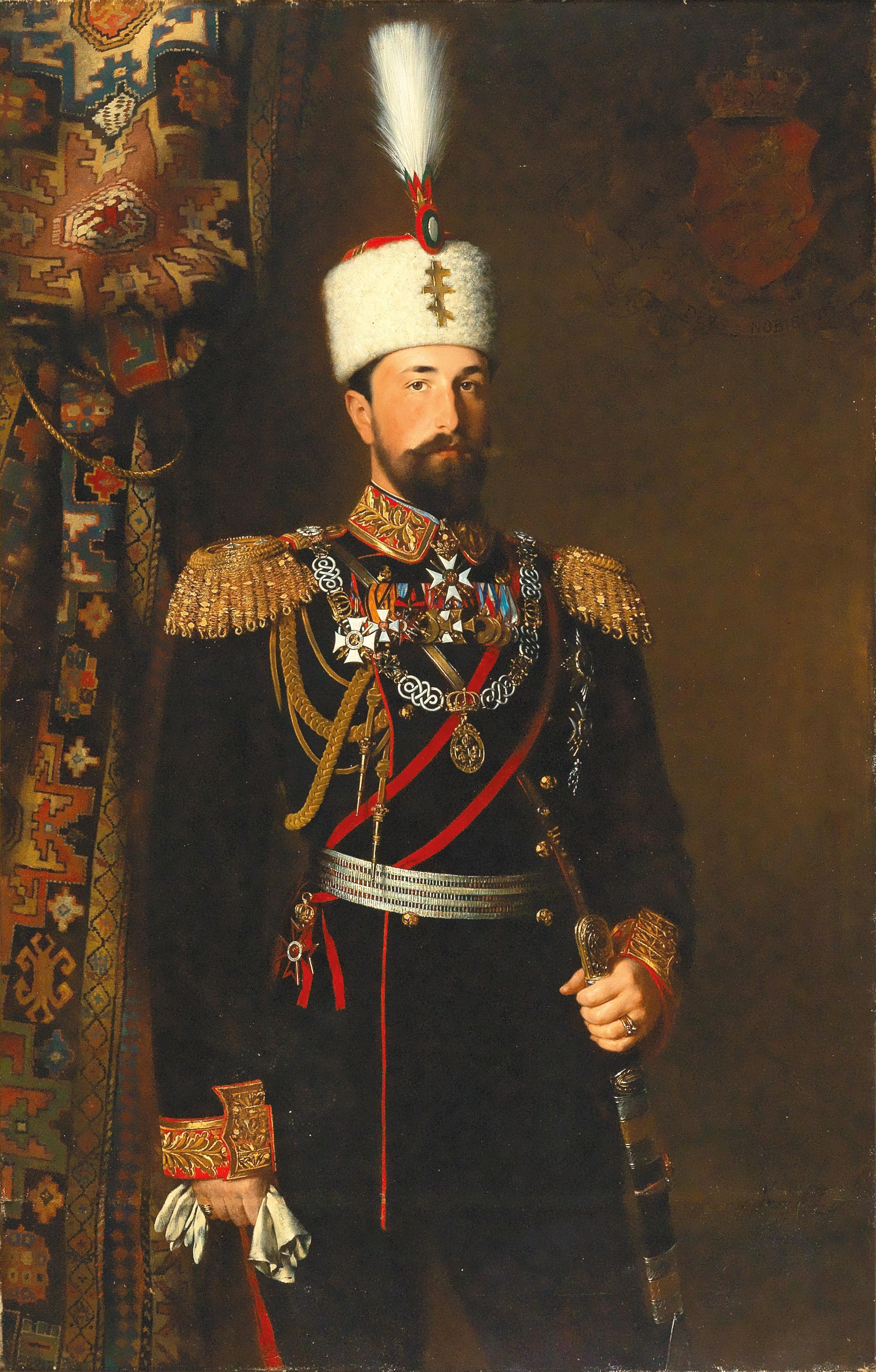
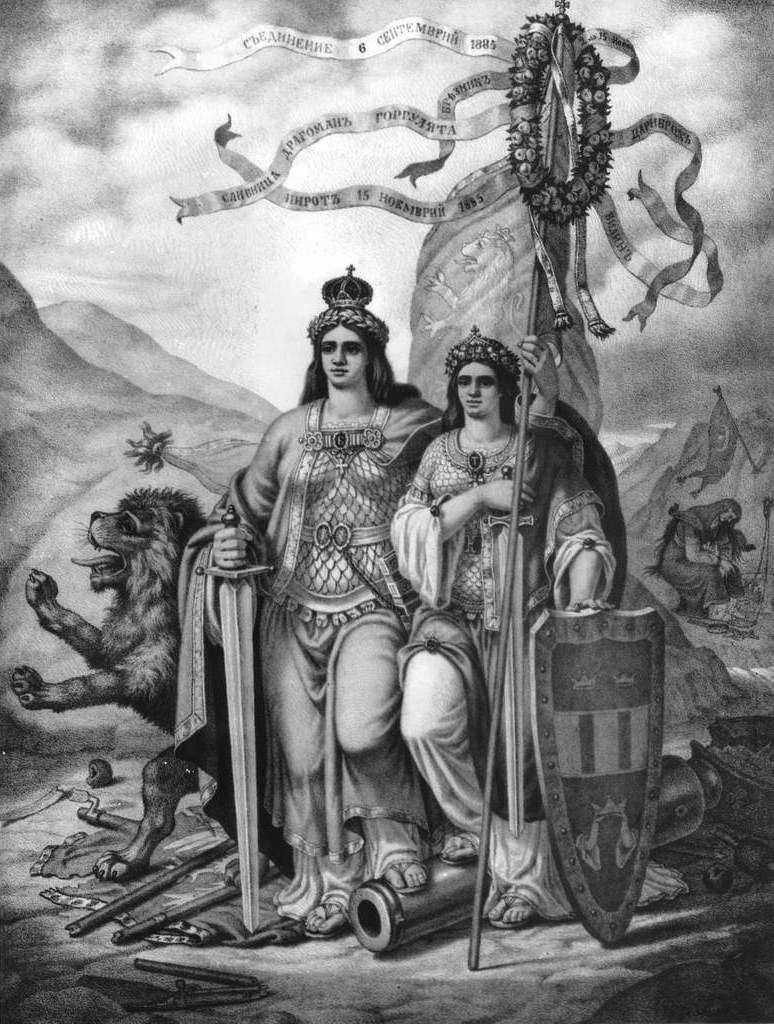
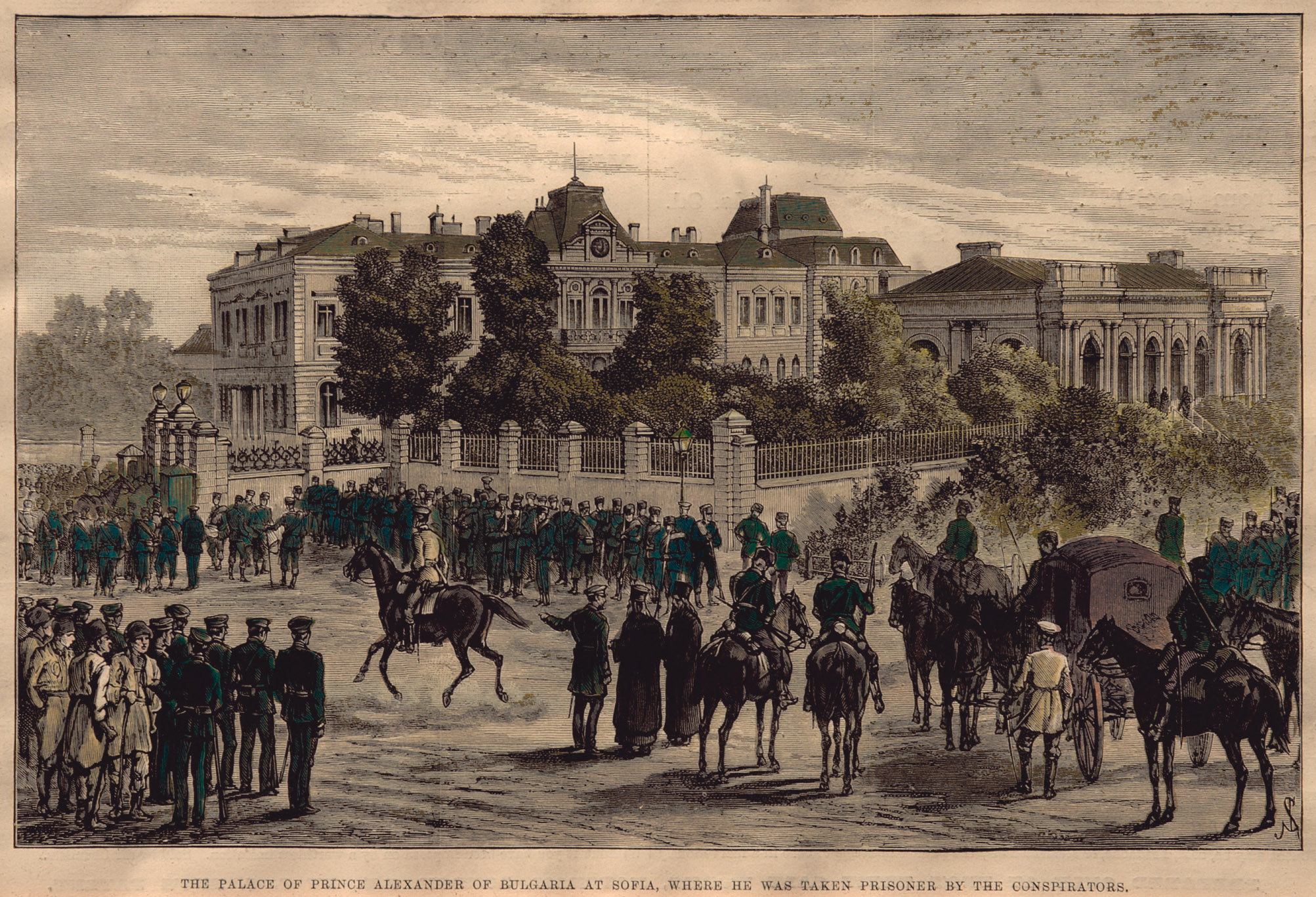
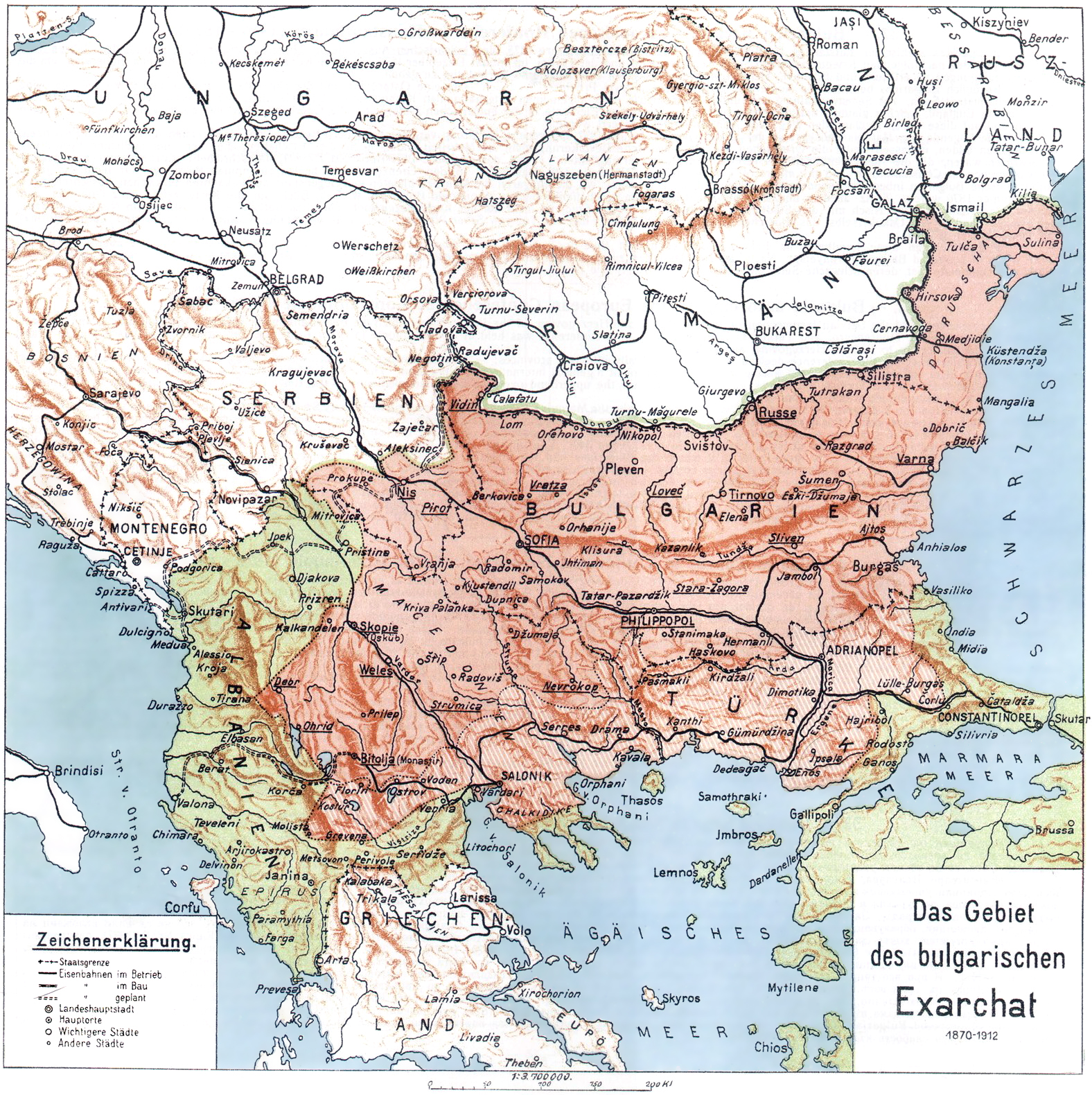